# جنگ ۲ (فیلم ۲۰۲۵)
جنگ ۲ (به هندی: वॉर 2) یک فیلم اکشن، دلهره‌آور و جاسوسی محصول سال ۲۰۲۵ سینمای هند به کارگردانی آیان موکرجی، تهیه‌کنندگی آدیتیا چوپرا تحت نظر کمپانی یاش راج فیلمز است. این فیلم که دنباله‌ای بر جنگ (۲۰۱۹) و ششمین قسمت از دنیای جاسوسی یاش راج فیلمز، با بازی ریتیک روشن، ان.تی راما رائو جونیور و کیارا ادوانی در نقش‌های اصلی است.
فیلمبرداری در اکتبر ۲۰۲۳ آغاز شد و در ژوئیه ۲۰۲۵ به پایان رسید. این فیلم به‌طور گسترده در بمبئی فیلمبرداری شد و برنامه‌های پراکنده‌ای در اسپانیا، ایتالیا و ابوظبی داشت. موسیقی متن فیلم توسط پریتام چاکرابورتی ساخته شده است و موسیقی متن توسط سانچیت بالهارا و آنکیت بالهارا ساخته شده است. این فیلم با بودجه‌ای تخمینی ۴۰۰ کرور روپیه ساخته شده و یکی از گران‌ترین فیلم‌های هندی است که تاکنون ساخته شده است.
جنگ ۲ در ۱۴ اوت ۲۰۲۵، همزمان با آخر هفته روز استقلال هند، در قالب‌های استاندارد، آی‌مکس، دی-باکس، ای‌ایکس‌تی۴، دالبی سینما و سایر فرمت‌های پریمیوم، در سراسر جهان اکران شد. این فیلم به شدت مورد انتقاد منتقدان و مخاطبان قرار گرفت و آنها فیلمنامه، دیالوگ‌ها و جلوه‌های بصری فیلم را مورد انتقاد قرار دادند.

## داستان
سال‌ها پیش، مأمور کبیر دالیوال (روشن) سرکش شد و به بزرگ‌ترین شرور تاریخ هند تبدیل شد. اما این بار، همچنان که او بیشتر در تاریکی فرومی‌رود، هند مرگبارترین و مهلک‌ترین مأمور خود را به دنبال او می‌فرستد، یک افسر یگان ویژه که کاملاً حرفه‌ای که فراتر از کبیر، بنام ویکرام (رائو جونیور). یک نابودگر بی‌رحم که توسط شیاطین درون خود هدایت می‌شود، او مصمم است گلوله‌ای را در جمجمه کبیر خالی کند.

## بازاریابی
تیزر رسمی فیلم در ۲۰ مه ۲۰۲۵، همزمان با چهل و دومین سالگرد تولد رائو، منتشر شد. انتقادات عمده به کیفیت تولید تیزر، جلوه‌های بصری ضعیف و طراحی صحنه‌های اکشن معطوف شد. برخی از طرفداران نیز از انتخاب بازیگر رائو ابراز ناامیدی کردند و اظهار داشتند که او در فیلم به اشتباه انتخاب شده است. این تیزر همچنین به دلیل ذکر تاریخ اکران به عنوان «این روز استقلال - ۱۴ اوت» با واکنش‌های منفی روبرو شد، زیرا این تاریخ به عنوان روز استقلال پاکستان جشن گرفته می‌شود. کاربران اینترنتی این را یک انتخاب بازاریابی بدون توجه به لحن دانستند و مناسب بودن آن را برای یک فیلم میهن‌پرستانه زیر سؤال بردند. علاوه بر این، فیلمساز رام گوپال وارما در مورد ظاهر آدوانی با بیکینی در تیزر، پستی در رسانه‌های اجتماعی منتشر کرد. اظهارات او به دلیل مبتذل و بی‌احساس بودن، به ویژه با توجه به بارداری آدوانی، به‌طور گسترده محکوم شد. این پست بعداً پس از خشم عمومی حذف شد.

## بازخوردها
فیلم «جنگ ۲» نقدهای منفی از منتقدان و مخاطبان دریافت کرد که به شدت داستان، فیلمنامه، دیالوگ‌ها، جلوه‌های بصری، موسیقی متن و سکانس‌های اکشن فیلم را مورد انتقاد قرار دادند.
- در وب‌سایت جمع‌آوری نقد و بررسی «راتن تومیتوز»، فقط دارای ۹٪ تائیدیه براساس رای ۱۱ نقد منتقدان است.
- کوسومیکا داس از تایمز ناو به فیلم ۳ از ۵ ستاره داد. او بازی‌ها، سکانس‌های اکشن و دیالوگ‌ها را ستود، اما خاطرنشان کرد که فیلم در نیمه دوم به دلیل ریتم کندتر، دچار مشکل شد.